# 바람둥이
바람둥이(문화어: 련애군)란 연애 관계에서 본명의 연인과 교제 관계를 유지하면서 무단으로 다른 사람과 교제를 하는 사람을 말한다.

## 같이 보기
- 자유연애주의
- 자유주의
- 결혼

번식을 위한 마음이 가장 강하며, 여성과 잠자리가 목표이다.